# موراي شوارتز
موراي شوارتز (بالإنجليزية: Murray Schwartz)‏ هو سياسي أمريكي، ولد في 14 أغسطس 1919 في بروكلين في الولايات المتحدة، وتوفي في 5 أكتوبر 2001 في روسلين في الولايات المتحدة. حزبياً، نشط في الحزب الديمقراطي. وقد انتخب عضو مجلس ولاية نيويورك.